# Grabowsky (Band)
Grabowsky ist eine deutschsprachige Rockband aus Frankenthal.

## Geschichte
Die Band wurde 1994 von Erhan Yilmazlar, Jürgen Hauser und Alexander Hüther gegründet, die bereits bei verschiedenen vorausgegangenen Projekten zusammenspielten. Nach längerer erfolgloser Suche fand man in den beiden Sängern Oliver Herrmann und Stefan Born die geeigneten Frontmänner. In dieser Besetzung tourte die Band durch Deutschland – vornehmlich durch Rheinland-Pfalz. Hinzu kamen auch einige Auftritte in Österreich. Seit 1997 veröffentlicht die Band ihre CDs bei dem Independent-Label „DUST-Records“ in Offenburg. In den ersten fünf Jahren produzierte Grabowsky drei Alben und zwei Maxi-CDs.
Der Titel Strohhutfest wurde als Hymne für das gleichnamige Frankenthaler Straßenfest komponiert und zum ersten Mal 2001 uraufgeführt. Seitdem gehört er zum festen Bestandteil des Festes.
2001 verließ Stefan Born die Band und wurde durch Willi Brausch ersetzt. In dieser Besetzung wurden drei Alben, darunter ein Live-Doppelalbum, veröffentlicht. Nach dem Ausscheiden von Willi Brausch im Dezember 2007 stieß Chris Gass als neuer Sänger zur Band dazu.
Zum 20-jährigen Jubiläum im Jahr 2014 brachte die Band eine Best-of-CD, mit dem Titel So weit, so gut – die ersten 20 Jahre heraus.
2023 spielte Grabowsky am Strohhutfest-Freitag ihren vorerst letzten Auftritt. Offiziell aufgelöst wurde die Band nicht, sondern pausiert nach eigener Aussage für unbestimmte Zeit.

## Konzept
Die Band besteht aus einem Trio aus Schlagzeug, Bass und Gitarre und zwei Sängern. Charakteristisch ist die eigenwillige Bühnenperformance in Verbindung mit mehrstimmigen Chorgesang. Das Grundkonzept der Band besteht darin, eigene Kompositionen und Texte in deutscher Sprache zu verwenden. Hierfür zeichnet vor allem Alexander Hüther verantwortlich. Die meist ironisch/satirischen Texte sind das eigentliche Markenzeichen der Band, deren inhaltliches Spektrum über die klassischen Themen wie Beziehungen und deren Probleme hinausgehen und auch den Pfälzern nachgesagte Eigenheiten aufnehmen. Ein Beispiel hierfür ist der Song Riesling-Schorle.

## Diskografie
- Riesling-Schorle (Maxi, 1997, DUST-Records, DR.PD-96001)
- ... alles GRABOWSKY ?! (1997 DUST-Records, DR.PD-97001)
- Das geht in Ordnung! Live. (1998, DUST-Records 98001)
- Silber ist Gold (1999, DUST-Records DR.PD-99001)
- Strohhutfest (2000, Maxi, DUST-Records DR.PD-20001)
- Weinkönig (2001, DUST-Records DR.PD-01001)
- Volles Rohr – Live! (2003, DUST-Records, DR.GB-03001)
- Radio (2006, DUST-Records, DR.GB-06001)
- Grobe Freundschaft, Dan! unplugged (2008, Maxi, DUST-Records, DR.GB-08001)
- VYMPH (2011, DUST-Records, DR.GB-11001)
- So weit, so gut – die ersten 20 Jahre (2014, DUST-Records, DR.GB-14001)